# AlphaTauri AT03
L'AlphaTauri AT03 è una monoposto di Formula 1 costruita dalla Scuderia AlphaTauri per disputare il campionato mondiale di Formula 1 2022. La vettura è stata presentata il 14 febbraio 2022.

## Livrea

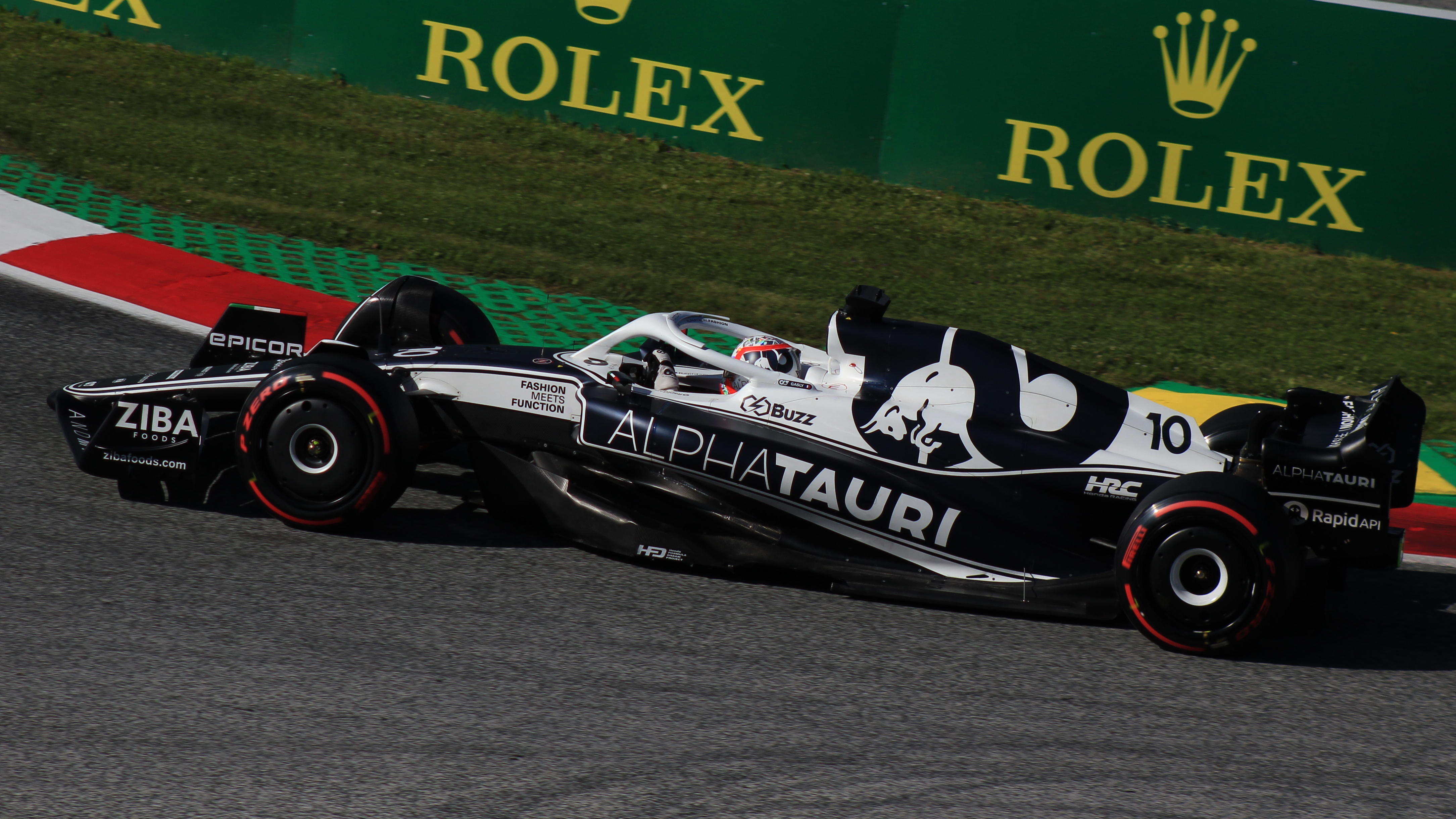
Vista laterale dell'AT03 di Gasly a Spielberg

La livrea della AT03 mantiene la stessa colorazione bianco-blu della sua antenata ma varia il suo schema, infatti rispetto alla AT02 aumenta la presenza del bianco, il quale diventa il colore della base. Dalla parte superiore del muso parte una fascia blu navy — bordata di bianco-blu — che, all'altezza dell'attacco anteriore dell'halo e delle prese d'aria laterali, si divide in due e prosegue lungo le pance fino a toccare il pavimento e per tutta la lunghezza della vettura e infine sulla parte inferiore dell'ala posteriore. Sul cofano motore è riportato in blu il logo dell'AlphaTauri e sulle pance, in bianco, anche il nome della scuderia, scritto in obliquo in modo da seguire la forma della carrozzeria. Dell'ala anteriore gli endplate e il main plane sono blu, mentre i flap sono bianchi. Sugli endplate dell'ala anteriore e sugli specchietti retrovisori sono presenti delle decorazioni che richiamano il tricolore italiano.
Dalla livrea scompaiono i loghi dell'ex motorista Honda — in seguito al suo abbandono del circus e al conseguente passaggio come fornitore di power unit a Red Bull Powertrains — ma compaiono quelli della sua suddivisione sportiva Honda Racing Corporation, in quanto sebbene il motorista giapponese non sia più ufficialmente in Formula 1 continuerà comunque a occuparsi dell'assemblaggio dei motori a Sakura fino al 2025.
Per il Gran Premio di Miami, per omaggiare la prima gara a Miami, i poggiatesta delle due AT03 presentano una decorazione ispirata alla livrea di una show car realizzata dall'artista Remote per l'occasione.
Dal Gran Premio di Spagna, col fine di ridurre il peso della vettura, viene rimossa la vernice dalle ali, che quindi assumono il colore nero del carbonio. Su di esse gli adesivi degli sponsor diventano tutti di colore bianco.
Dal Gran Premio del Giappone appaiono nuovamente il loghi della Honda sul cofano motore, al posto di quelli della HRC.

## Carriera agonistica

### Stagione
La scuderia conferma per il secondo anno consecutivo la coppia formata da Yūki Tsunoda e Pierre Gasly.
Il team faentino si trova soggetta ad un vistoso calo tecnico rispetto alle scorse stagioni; il miglior risultato è un quinto posto di Gasly a Baku ma rimane un caso isolato rispetto ai risultati delle ultime tre stagioni. Alla fine del campionato il team si piazza al nono posto nei costruttori con appena 35 punti totalizzati, ben 107 in meno rispetto alla passata stagione. Nel campionato piloti Gasly si piazza al quattordicesimo posto, mentre Tsunoda si classifica al diciassettesimo posto nella suddetta classifica.

## Piloti
| Piloti ufficiali         | Piloti ufficiali | Piloti ufficiali |
| Nazione                  | Nome             | Numero           |
| ------------------------ | ---------------- | ---------------- |
| Francia (bandiera)       | Pierre Gasly     | 10               |
| Giappone (bandiera)      | Yūki Tsunoda     | 22               |
| Piloti di riserva        |                  |                  |
| Nazione                  | Nome             | Nome             |
| Nuova Zelanda (bandiera) | Liam Lawson      | 40               |
| Estonia (bandiera)       | Jüri Vips        | Jüri Vips        |

## Risultati in Formula 1
| Anno | Team       | Motore | Gomme | Piloti  |     |    |    |    |     |    |    |    |     |     |    |     |    |    |     |    |     |    |    |     |    |    | Punti | Pos. |
| ---- | ---------- | ------ | ----- | ------- | --- | -- | -- | -- | --- | -- | -- | -- | --- | --- | -- | --- | -- | -- | --- | -- | --- | -- | -- | --- | -- | -- | ----- | ---- |
| 2022 | AlphaTauri | RBPT   | P     | Gasly   | Rit | 8  | 9  | 12 | Rit | 13 | 11 | 5  | 14  | Rit | 15 | 12  | 12 | 9  | 11  | 8  | 10  | 18 | 14 | 11  | 14 | 14 | 35    | 9º   |
| 2022 | AlphaTauri | RBPT   | P     | Tsunoda | 8   | NP | 15 | 7  | 12  | 10 | 17 | 13 | Rit | 14  | 16 | Rit | 19 | 13 | Rit | 14 | Rit | 13 | 10 | Rit | 17 | 11 | 35    | 9º   |

| Legenda | 1º posto     | 2º posto | 3º posto    | A punti         | Senza punti/Non class.  | Grassetto – Pole position Corsivo – Giro più veloce Apice – Risultato Sprint (A punti) |
| Legenda | Squalificato | Ritirato | Non partito | Non qualificato | Solo prove/Terzo pilota | Grassetto – Pole position Corsivo – Giro più veloce Apice – Risultato Sprint (A punti) |